# Knol
Knol je priimek v Sloveniji, ki ga je po podatkih Statističnega urada Republike Slovenije na dan 1. januarja 2010 uporabljalo 22  oseb.

## Znani nosilci priimka
- Andreja Knol, novinarka
- Vinko Knol udeleženc Zbora odposlancev slovenskega naroda v Kočevju